# Gonçalbo Díez d'Arenós
Gonçalbo Díez d'Arenós (?-1347/1351) va ser un cavaller del llinatge valencià dels Arenós. Era fill de Pero Jordán d'Arenós i de Marquesa de Rada. Es casà amb Johana Cornel amb qui tingué Violant d'Arenós i Cornel, casada el 1355 amb Alfons d'Aragó i Foix (1332-1412), duc de Gandia. Poderós senyor del Regne de València, lluità a Mallorca el 1343 i a la batalla de Bétera (1347). El 1319 posseïa La Pobla d'Arenós, Montán, Arañuel, Cirat, Tormo, Torrechiva, Toga, Espadilla, Bueynegro, Argelita, Ludiente, Villamalur, Aiòder, les Fonts d'Aiòder, Villahaaleva, Berniches, El Castell de Vilamalefa, Zucaina, Cortes d'Arenós, Torralba, Lonpiach, Vilafermosa (el 1331) i Cirat (el 1331).